# 四刺仿蛛形蟹
四刺仿蛛形蟹（学名：Latreillopsis tetraspinosa）为人面蟹科仿蛛形蟹属的动物。在中国大陆，分布于东海、南海等海域，生活环境为海水，多生活于50-150米深的泥以及沙质底。其生存的海拔范围为-150至-50米。